# Leandro Vildoza
Leandro Vildoza (Tafí Viejo, Tucumán, Argentina, 2 de noviembre de 1994) es un baloncestista profesional argentino que se desempeña como base en Instituto de la Liga Nacional de Básquet de Argentina.

## Trayectoria
Vildoza se formó en las canteras de Huracán BB de San Miguel de Tucumán y de Talleres de Tafí Viejo. Comenzó a jugar en las divisiones de mayores siendo muy joven. 
En agosto de 2013 fichó con Unión de Santa Fe, club que por esa época disputaba el Torneo Nacional de Ascenso. Posteriormente arribó a Estudiantes Concordia, dando el salto de la segunda a la primera categoría del baloncesto argentino. Con ese equipo jugaría en gran nivel, convirtiéndose en el líder de robos de la LNB de la temporada 2017-18 y en líder en asistencias de la LNB de la temporada 2018-19.
Su comprovinciano Lucas Victoriano, a la sazón entrenador de Regatas Corrientes, lo llevó al club correntino, donde jugó por dos temporadas.
En 2021 el base firmó contrato con Boca Juniors. En la temporada siguiente -luego de jugar en la Superliga Profesional de Baloncesto de Venezuela- pasó a Instituto.

### Clubes
| Club                    | País      | Año             |
| ----------------------- | --------- | --------------- |
| Tucumán Basketball      | Argentina | 2008 - 2009     |
| Talleres de Tafí Viejo  | Argentina | 2009 - 2013     |
| Unión de Santa Fe       | Argentina | 2013 - 2016     |
| Estudiantes Concordia   | Argentina | 2016 - 2019     |
| Regatas Corrientes      | Argentina | 2019 - 2021     |
| Boca Juniors            | Argentina | 2021 - 2022     |
| Supersónicos de Miranda | Venezuela | 2022            |
| Instituto               | Argentina | 2022 - Presente |

## Selección nacional
Hizo su debut en la selección de básquetbol de Argentina en 2021, en un partido de eliminatorias mundialistas ante Paraguay.

## Vida privada
Leandro Vildoza es primo del también baloncestista Luca Vildoza.